# Dierama

Dierama  es un género de plantas, herbáceas, perennes y bulbosas perteneciente a la familia de las iridáceas. Comprende 57 especies descritas y de estas, solo 44 aceptadas. Es originario de  Etiopía hasta el sur de África.

## Descripción
Sus cultivares producen flores de una gama de colores desde el blanco hasta el rojo oscuro. Conserva algo de follaje durante casi todo el invierno en las zonas templadas, pero su principal estado durante la etapa de invernada es un cormo o más bien de una cadena de bulbos similares a los de las especies de Crocosmia.

## Taxonomía
El género fue descrito por K.Koch y publicado en Index Sem. Horto Bot. Berol.
Etimología
Dierama nombre genérico que deriva del griego: dierama, que significa "embudo", y alude a la forma de la flor.

## Especies
Especies incluidas:
- Dierama adelphicum
- Dierama ambiguum[4]
- Dierama argyreum[4]
- Dierama atrum[4]
- Dierama cooperi[4]
- Dierama cupuliflorum[6]
- Dierama densiflorum[7]
- Dierama dissimile[4]
- Dierama dracomontanum[4]
- Dierama dubium[4]
- Dierama elatum[4]
- Dierama erectum[4]
- Dierama floriferum[4]
- Dierama formosum[4]
- Dierama galpinii[4]
- Dierama gracile[4]
- Dierama grandiflorum[4]
- Dierama igneum[4]
- Dierama insigne[4]
- Dierama inyangense[8]
- Dierama jucundum[4]
- Dierama latifolium[4]
- Dierama longistylum[9]
- Dierama luteoalbidum [4]
- Dierama medium[4]
- Dierama mobile[4]
- Dierama mossii[4]
- Dierama nebrownii[4]
- Dierama nixonianum[4]
- Dierama pallidum[4]
- Dierama palustre[4]
- Dierama parviflorum[10]
- Dierama pauciflorum[4]
- Dierama pendulum[4][11]
- Dierama pictum[4]
- Dierama plowesii[12]
- Dierama pulcherrimum[4]
- Dierama pumilum[4]
- Dierama reynoldsii[4]
- Dierama robustum[4]
- Dierama sertum[4]
- Dierama trichorhizum[4]
- Dierama tyrium[4]
- Dierama tysonii[4]